# Meridiansaal
Der Meridiansaal ist ein Teilbereich einer Sternwarte, in dem astronomische Instrumente aufgestellt werden, die nur Beobachtungen in Meridianrichtung zulassen. Sie benötigen daher keine Drehkuppel, sondern nur eine Öffnungsmöglichkeit vom Südpunkt über den Zenit zum Nordpunkt.
Typische Instrumente sind hier das Passageinstrument, der Meridiankreis und auch das Zenitteleskop. Diese Geräte sind bzw. waren in der Astrometrie in Verbindung mit astronomischen Uhren die Grundinstrumente der Astronomie.
Franz Xaver von Zach plante und baute 1787 einen solchen Meridiansaal für die Sternwarte auf dem Seeberg bei Gotha. Er ging dabei vom bisherigen Gebrauch ab, Sternwarten auf hohen Gebäuden anzulegen, sondern ging zu einem massiven einstöckigen Bau über. Hier konnte er die Instrumentenpfeiler fest im anstehenden Gestein fixieren und die Beobachtungen frei von Schwingungseinflüssen halten. Das Gebäude bekam große Fenster und an den Instrumentenstandplätzen wurden Mauerspalten eingefügt, die mit hölzernen Läden verschlossen werden konnten. Ähnlich waren dann auch die Dachkonstruktionen. Vor geplanten Beobachtungen wurden diese Läden geöffnet, um einen Temperaturausgleich für innen und außen zu schaffen. Diese Bauweise galt damals als Musterbau für Europa.